# عفص سيشواني
العفص السيشواني (باللاتينية: Thuja sutchuenensis) نوع نباتي شجري ينتمي إلى جنس العفص من الفصيلة السروية.

## الانتشار
موطنه شرق مقاطعة سيشوان في الصين.